# Symon Melnyk
Symon Melnyk (ur. 16 sierpnia 1858 w Błudnikach pow. Stanisławów, data i miejsce śmierci nieznane) – ukraiński polityk. 
Rolnik w Błudnikach i pisarz gminny w sześciu gminach. Ojciec Daniel – rolnik, matka Eudoksja z domu Kropielnicka; dwukrotnie żonaty, dziewięcioro dzieci. W latach 1922–1927 był posłem na Sejm RP I kadencji. Mandat uzyskał z listy nr 29 w okręgu wyborczym nr 53 (Stanisławów). Był członkiem Klubu Ukraińsko-Włościańskiego.